# Barrage Ratba
 (septembre 2024).
Le barrage Ratba est un barrage en remblai en construction situé sur l'Aoulaï, dans la province de Taounate au Maroc. Sa construction a démarré en 2022. Son coût est de 4 milliards de dirhams.